# Marinus Kuijf
Marinus Kuijf (ur. 12 lutego 1960) – holenderski szachista, mistrz międzynarodowy od 1983 roku.

## Kariera szachowa
Największe szachowe sukcesy osiągnął pod koniec lat 80. XX wieku. W roku 1988 jedyny raz w swojej karierze wystąpił w narodowej drużynie na rozegranej w Salonikach olimpiadzie szachowej, zdobywając brązowy medal oraz zajął III miejsce w mistrzostwach Holandii rozegranych w Hilversum. W następnym roku zdobył (również w Hilversum) tytuł indywidualnego mistrza kraju, reprezentował również swój kraj w drużynowych mistrzostwach świata w Lucernie.
Do sukcesów Marinusa Kuijfa w turniejach międzynarodowych należą m.in. wyniki uzyskane w Wijk aan Zee (II m. w 1983, za Gertem Ligterinkiem, dz. III m. w 1986, za Krunoslavem Hulakiem i Jeroenem Piketem, z m.in. Fernando Bragą oraz dz. III m. w 1989, za Jurijem Dochojanem i Friso Nijboerem, z Johnem Fedorowiczem – wszystkie w turniejach B), jak również I m. na Guernsey (1988), dwukrotne dz. II m. w Groningen (1988, za Slobodanem Martinoviciem, z m.in. Anthony Milesem i 1990, za Eckhardem Schmittdielem, z Władimirem Jepiszynem, Curtem Hansenem, Artaszesem Minasianem, Lwem Psachisem, Olegiem Romaniszynem, Klausem Bischoffem i Roberto Cifuentes Paradą), dz. I m. w Sas van Gent (1992, z Paulem Motwani) oraz trzykrotnie w Sitges (1992 - dz. II m. za Hichamem Hamdouchim, z m.in. Ljubenem Spasowem, 1993 - dz. I m. z Semko Semkowem, 1994 - dz. I m. z Mihailem Marinem).
Najwyższy ranking w karierze osiągnął 1 lipca 1989 r., z wynikiem 2530 punktów dzielił wówczas 97. miejsce na światowej liście FIDE, jednocześnie zajmując 5. miejsce wśród holenderskich szachistów.